# 3622 Ilinsky
3622 Ilinsky è un asteroide della fascia principale. Scoperto nel 1981, presenta un'orbita caratterizzata da un semiasse maggiore pari a 3,3925780 UA e da un'eccentricità di 0,0351035, inclinata di 4,94648° rispetto all'eclittica.
L'asteroide è dedicato all'attore e regista sovietico Igor' Vladimirovič Il'inskij.